# Bylany (Chrudimi járás)
Bylany település Csehországban, a Chrudimi járásban. Bylany Heřmanův Městec, Chrudim, Rozhovice, Třibřichy és Lány településekkel határos. Lakosainak száma 468 fő (2024. január 1.).

## Népesség
A település lakosságának változását az alábbi diagram mutatja:
| Lakosok száma | 331  | 486  | 530  | 352  | 347  | 328  | 428  | 444  | 441  | 468  |
|               | 1869 | 1890 | 1921 | 1950 | 1980 | 2001 | 2017 | 2019 | 2022 | 2024 |